# 吴拉姆-阿里·哈达德-阿德尔
吴拉姆-阿里·哈达德-阿德尔（波斯語：غلامعلی حداد عادل；1945年5月9日—），伊朗哲学家、政治家，2000年至2016年期间曾担任过伊斯兰议会主席。他是自1979年伊朗伊斯兰革命以来首位担任该职务的非神职人员。他曾参加2013年伊朗总统选举，但在投票日的前四天放弃参选。他是伊朗政坛中“新原教旨主义”的人物。
他的一个女儿嫁给了伊朗最高领袖阿里·哈梅内伊的儿子穆杰塔巴·哈梅内伊，借助这层关系，他成为哈梅内伊的重要亲信和盟友。
2020年，伊朗爆发2019冠状病毒病疫情时，其子Farideddin被确诊感染2019冠状病毒病。